# Svartnackad fruktduva
Svartnackad fruktduva (Ptilinopus melanospilus) är en fågel i familjen duvor inom ordningen duvfåglar.

## Utseende och läte
Svartnackad fruktduva är en grönfärgad duva. Hanen har ett ljust ansikte och en svart fläck i nacken som gett den sitt namn. Honan är helgrön med en ljusgul ring runt ögat. Lätet består av stigande hoanden.

## Utbredning och systematik
Svartnackad fruktduva delas in i fem underarter med följande utbredning:
- Ptilinopus melanospilus bangueyensis – södra Filippinerna och öarna utanför norra Borneo
- P. m. xanthorrhous – Talaudöarna, Sangihe Island (Sulawesi) och Doi Island (norra Moluckerna)
- P. m. melanospilus – Sulawesi Talisei, Bangka, Lembeh och Togianöarna
- P. m. chrysorrhous – Banggaiöarna, Sulaöarna och södra Moluckerna (Obi och Seram)
- P. m. melanauchen (inklusive massopterus[5]) – Matasiriön, Java, Små Sundaöarna och öarna söder Sulawesi

## Levnadssätt
Svartnackad fruktduva hittas i olika typer av skogsområden, från mangroveträsk och trädgårdar till täta skogar. Den ses ofta på utliggande öar. Liksom många andra skogslevande duvor sitter den ofta stilla under långa perioder och kan då vara svår att få syn på. Ibland samlas den i större mängder vid fruktbärande träd.

## Status och hot
Arten har ett stort utbredningsområde, men tros minska i antal, dock inte tillräckligt kraftigt för att den ska betraktas som hotad. Internationella naturvårdsunionen IUCN listar arten som livskraftig (LC).

## Bilder

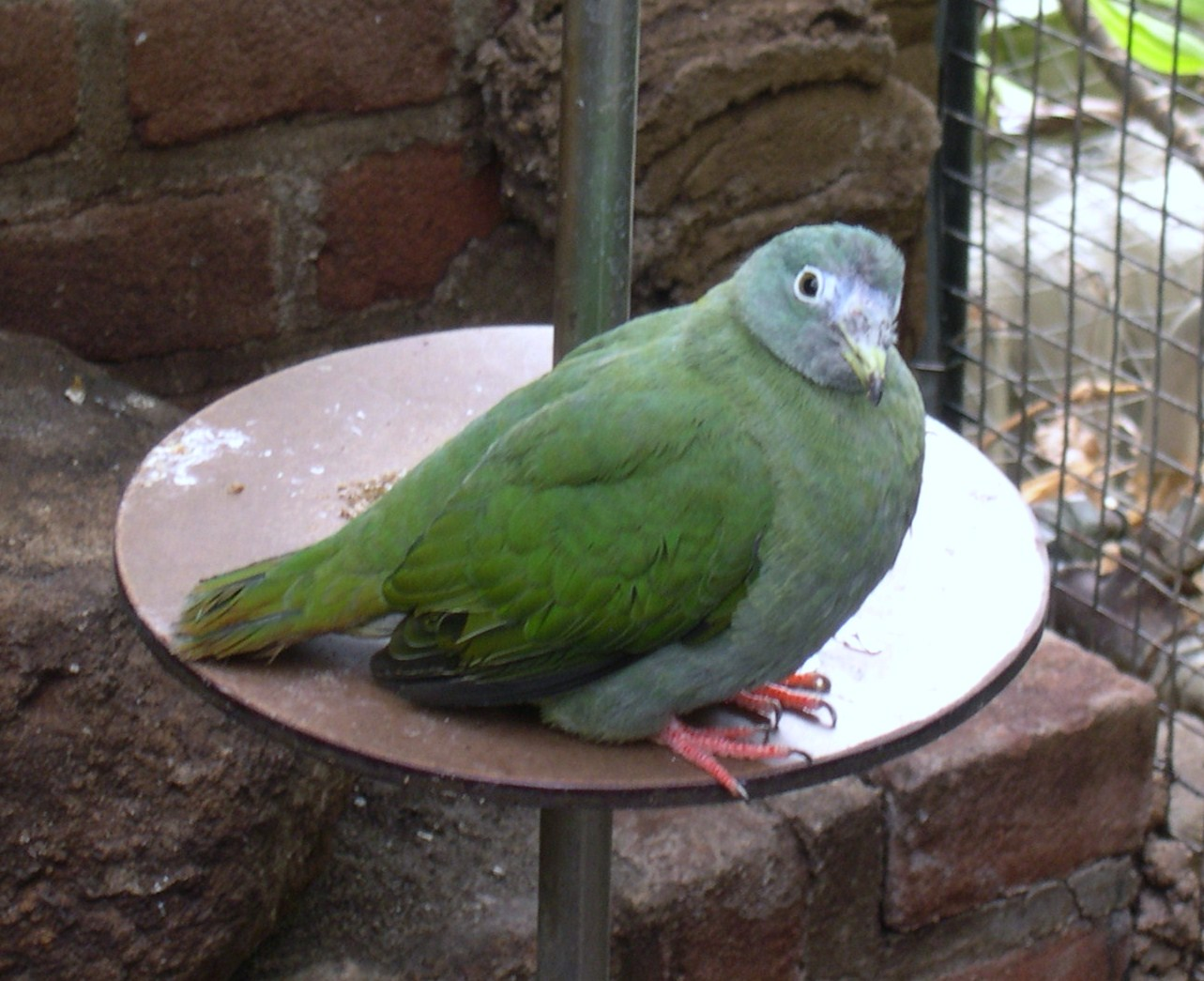
Hona
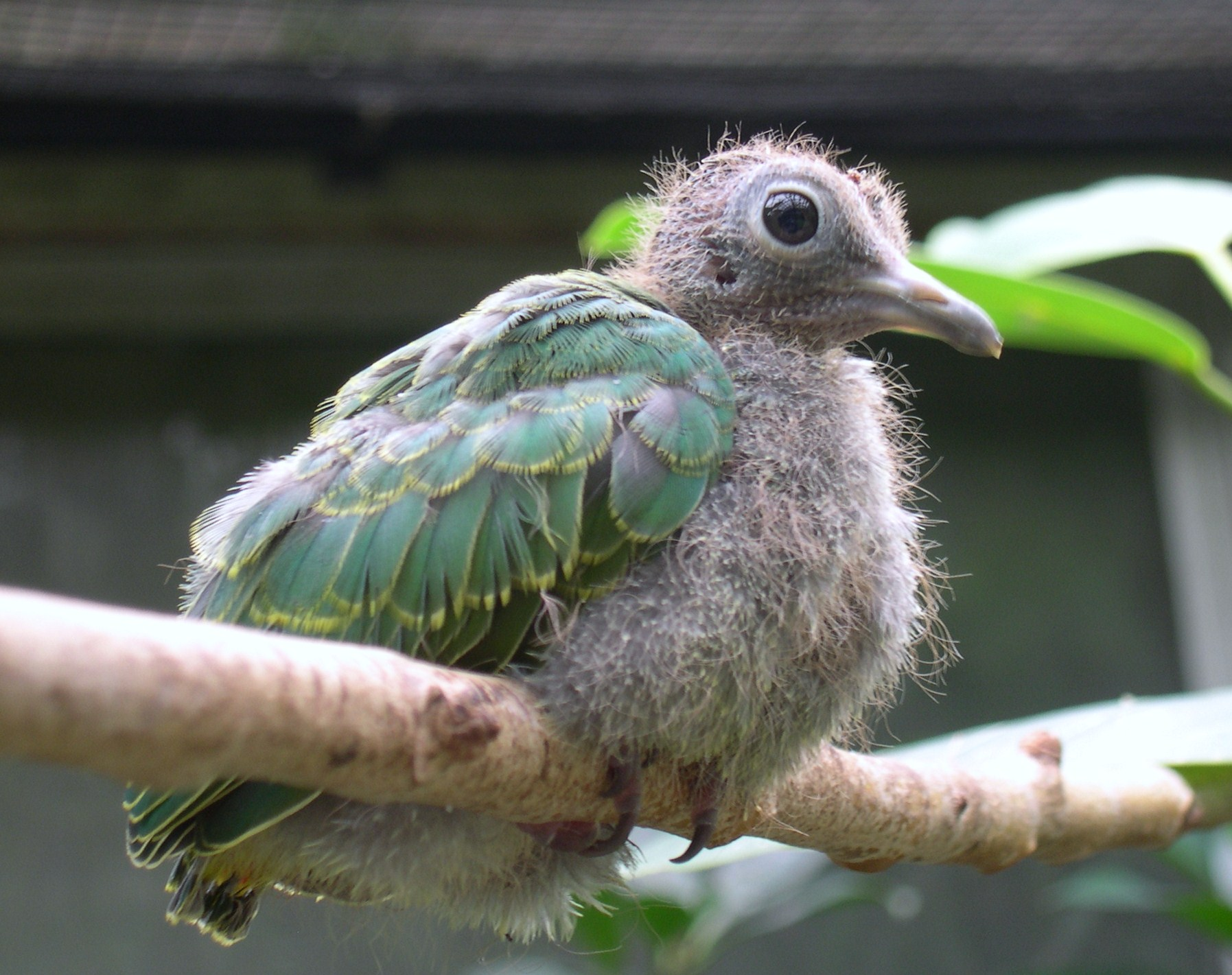
Unge